# Hypsolebias auratus
Hypsolebias auratus, es una especie de pez actinopeterigio de agua dulce, de la familia de los rivulines.
Con el cuerpo muy colorido y una longitud máxima descrita de 5 cm.

## Distribución y hábitat
Se distribuye por ríos de América del Sur, por toda la cuenca fluvial del río São Francisco, en Brasil. Son peces de agua dulce y de comportamiento bentopelágico.